# Razlog (oblast d'Arkhangelsk)
Razlog (en russe : Разлог) est un hameau russe du raïon de Kholmogory dans l'oblast d'Arkhangelsk. Sa population s'élevait à 66 habitants au recensement de 2021.

## Géographie
Razlog est située dans le nord-ouest de l'oblast d'Arkhangelsk, un sujet de Russie européenne qui fait partie du district fédéral du Nord-Ouest. La localité fait partie du raïon de Kholmogory, un des raïons de l'oblast, avec la ville de Kholmogory comme centre administratif. Jusqu'en 2022, il faisait partie de la de l'établissement rural de Kholmogory, avant sa supression.
Razlog, comme tout l'oblast d'Arkhangelsk, est située dans le fuseau horaire MSK (heure de Moscou). Le décalage horaire appliqué par rapport au temps universel coordonné est +03:00.

## Démographie
Recensements (*) ou estimations de la population,,,,:
| 1905 | 2002* | 2010* | 2021* |
| ---- | ----- | ----- | ----- |
| 88   | 150   | 122   | 66    |

## Culture locale et patrimoine
Le hameau possède l'église Saint-Démétrios, classé comme objet patrimonial culturel de Russie d'importance fédérale sous le no 291410180340026 depuis 1998. Une première église est construite sur le site de l'actuelle en 1681, qui brûla en 1718. L'église actuelle est construite entre 1727 et 1738, puis est agrandie et rénovée à de multiples reprises. Elle fut confisquée en 1938, et restaurée en 1985.